# خطاب (علم الاجتماع)

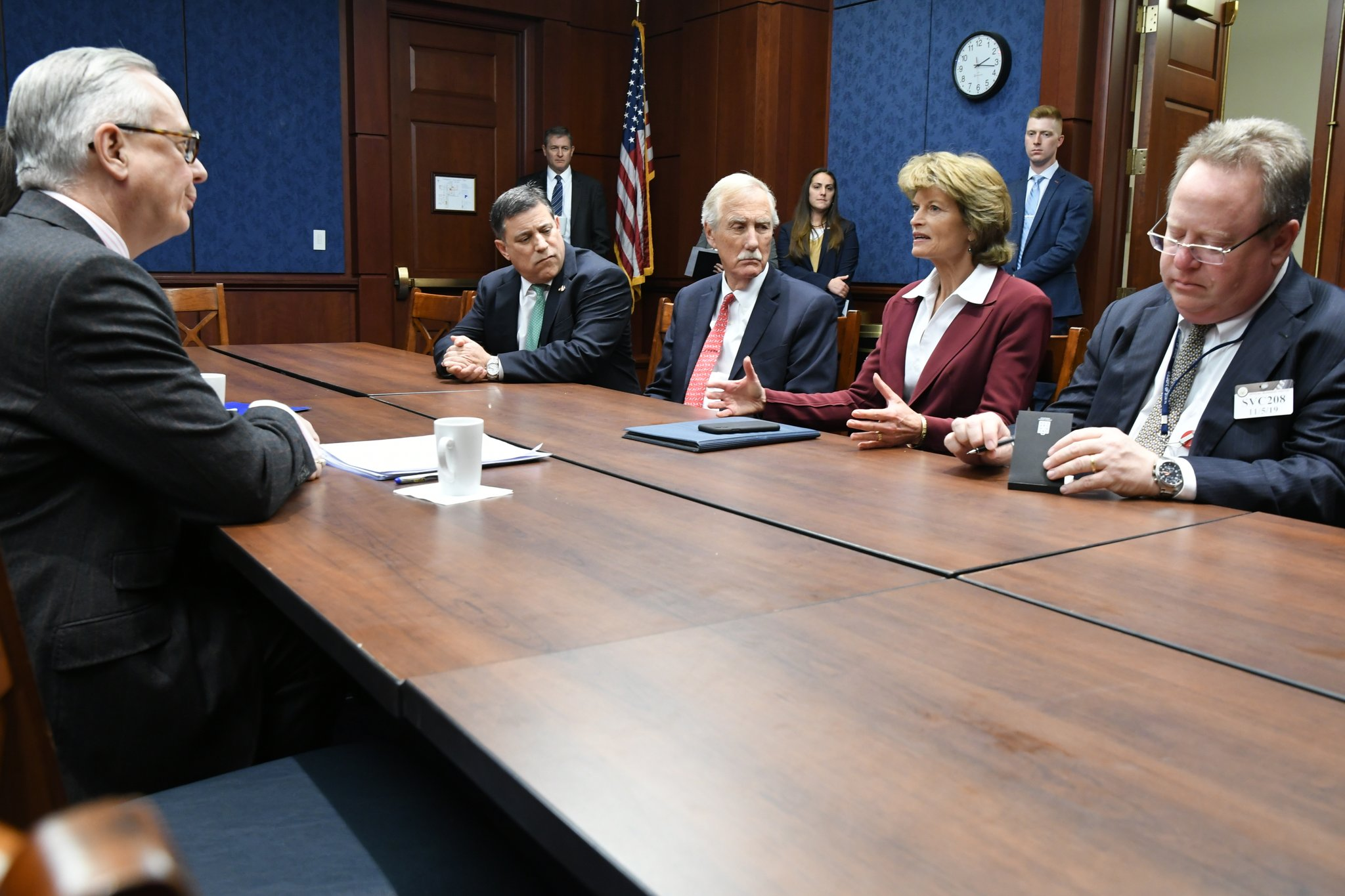

الخطاب هو مصطلح نقدي حديث من وضع الفيلسوف الفرنسي ميشال فوكو.